# Simple Song
Simple Song è un singolo del gruppo rock statunitense The Shins, pubblicato nel 2012 ed estratto dall'album Port of Morrow.

## Tracce
- Download digitale

1. Simple Song

## Formazione
- James Mercer – voce, chitarra elettrica
- Dave Hernandez – chitarra elettrica
- Ron Lewis – basso
- Janet Weiss – batteria, tamburello
- Greg Kurstin – chitarra acustica, chitarra elettrica, sintetizzatore, mellotron, piano